# General Motors
General Motors Corporation (pogosto imenovano GM) je ameriško multinacionalno podjetje. Avtomobilske znamke, ki jih ima GM pod okriljem, so Buick, Cadillac, Chevrolet, GMC in Holden; znamke, ki so bile v lasti GM in ne obstajajo več ali so bile prodane, vključujejo med drugim Hummer, Opel, Pontiac, Saab, Saturn Corporation, Vauxhall ter Daewoo. 